# سيتروين جي تي
سيتروين غراند تويزمو أو جي تي باي ستروين هي سيارة اختبارية طورتها شركة سيتروين الفرنسية خصيصا للعبة غران توريزمو في نسختها الخامسة من هذه اللعبة وأطلقتها للمرة الأولى في أكتوبر من عام 2008 في معرض باريس الدولي للسيارات وقد طورت سيتروين هذه السيارة مع مطور سيارات السباق الياباني بوليفوني ديجيتال. ألغت سيتروين النسخة المعدة للإنتاج من السيارة التي كان من المرجح أن تكون مبنية من ألياف الكربون وأن يتألف محركها من ثمانية إسطوانات مستوحى من محرك فورد جي تي.